# Jati Agung (Ambarawa)
Jati Agung (ook Jatiagung) is een bestuurslaag in het regentschap Pringsewu van de provincie Lampung, Indonesië. Jati Agung telt 2.767 inwoners (volkstelling 2010).